# Diario di un esploratore
Diario di un esploratore (African Diary) è un film del 1945 diretto da Jack Kinney. È un cortometraggio animato della serie Goofy realizzato, in Technicolor, dalla Walt Disney Productions e uscito negli Stati Uniti il 20 aprile 1945. A partire dagli anni novanta è più come Caccia grossa.

## Trama
La voce fuori campo di Pippo racconta le sue avventure durante un safari in Africa, riportate su un diario. Dopo essere approdato con la nave in Costa d'Avorio (con il molo simile alla tastiera di un pianoforte) Pippo si dirige con il suo seguito nell'entroterra, superando foreste, montagne e fiumi. Giunti presso un laghetto, si accampano per la notte. Il mattino dopo, Pippo vorrebbe rinfrescarsi nel laghetto; un ippopotamo porta però via con sé tutta l'acqua e Pippo si ritrova così a nuotare in mezzo alla polvere. Più tardi Pippo si reca a caccia nella savana, dove viene assalito da un enorme rinoceronte, avvertito della sua presenza da un picchio. Avendo perso troppo tempo per sparare, il suo fucile si incastra sul corno dell'animale e quando Pippo riesce finalmente a far fuoco, non fa altro che spuntargli il corno. Il rinoceronte infuriato insegue Pippo, mentre il picchio, appollaiato sul corno spuntato, gli becca il fondoschiena. Pippo e il suo seguito fuggono ripercorrendo la stessa strada e salpano, mentre il rinoceronte e il picchio li salutano dalla costa.

## Distribuzione

### Edizioni home video

#### VHS
- Le vacanze di Pippo (giugno 1986) [1]
- Le vacanze di Pippo (settembre 1989) [2]

#### DVD
Il cortometraggio è incluso nel DVD Walt Disney Treasures: Pippo, la collezione completa.